# Robert Cabana
Robert Donald Cabana (Minneapolis, 23 januari 1949) is een voormalig Amerikaans ruimtevaarder. Cabana zijn eerste ruimtevlucht was STS-41 met de spaceshuttle Discovery en vond plaats op 6 oktober 1990. Tijdens de missie werd de ruimtesonde Ulysses in de ruimte gebracht.
Cabana maakte deel uit van NASA Astronaut Group 11. Deze groep van 13 astronauten begon hun training in juni 1985 en werden in juli 1986 astronaut. In totaal heeft Cabana vier ruimtevluchten op zijn naam staan, waaronder een missie naar het Internationaal ruimtestation ISS. In 2004 ging hij als astronaut met pensioen maar bleef voor NASA werken. Van oktober 2007 tot oktober 2008 was hij directeur van het John C. Stennis Space Center. van oktober 2008 tot mei 2021 was hij directeur van het Kennedy Space Center. Hierna werd hij Agency Associate Administrator van NASA.
1. ↑  (en)  NASA Announces New Associate Administrator, NASA, 10 mei 2021